# 오스발트 마티아스 웅거스
오스발트 마티아스 웅거스(Oswald Mathias Ungers, 1926년 7월 12일 ~ 2007년 9월 30일)는 독일의 건축가, 건축사상가이다.
아이펠 Kaisersesch에서 출생하였다. 카를스루에 공대를 졸업한 후, 1950년 쾰른에 자신의 개인 사무소를 개설하여 설계업을 시작하였다. 그는 쾰른에 있는 자신의 주택과 베를린의 국경이 있던 시구(市區)에 있는 아파트단지 같은 주거 계획안들을 완성시킨 후 1960년 중반까지 작품활동을 하지 않았다. 1963년부터 1968년까지 베를린 공과대학 교수로 재직하였고, 1969년부터 코넬 대학교에 재직중이다.
그는 저술을 통해 건축에 관계하는 이론의 기반을 구축하였으며 몇가지 중요한 공모전 출품작을 내놓았다. 엔스 헤데 소재의 학생 주거지(1964), 베를린의 동물원에 위치하는 국립박물관(1965), 동물원 재정리 계획(1973), 쾰른 소재의 발라프－리하르츠 박물관(1975), 마르부르크의 리테르시(市) 소재의 주거지 개발계획(1976) 등을 들 수 있다. 1970년 말 베를린의 괴테공원에 있는 주거지와 프랑크푸르트 의사당, 바덴 지방 도서관 등을 지었다.
그는 새로운 합리적인 건축으로 독일을 대표하는 중요한 전문가에 속한다. 그리고 건축에 혁신적인 실험을 시도하였으며 싱켈의 낭만적인 개념과 유사한 부분이 많은 건축가이다. 그의 주요 저서로는 <신세계의 자치지역> <주제로서의 건축> 등이 있다.